# ای۶ام۲-ان
ای۶ام۲-ان (به انگلیسی: Nakajima_A6M2-N) یک هواگرد از نوع Interceptor/fighter-بمب‌افکن هواپیمای آب‌نشین دارای ارابه فرود ساخت شرکت شرکت هواپیمای ناکاجیما است. هواگرد ای۶ام۲-ان نخستین پروازش را در ۷ دسامبر ۱۹۴۱ میلادی انجام داد. این هواگرد در سال ۱۹۴۲ میلادی رسماً معرفی گردید. در مجموع، تعداد ۳۲۷ فروند از این هواگرد ساخته شده‌است.